# 美國駐日海軍
美國駐日海軍（英語：U.S. Naval Forces Japan/Navy Region Japan，縮寫CNFJ/CNRJ）是美國海軍設於日本的一個司令部，擁有美國海軍在日本的所有岸上設施之指揮和控制權以及負責指派駐日美國海軍部隊，並負責與日本海上自衛隊聯絡。美國駐日海軍目前總部設在日本橫須賀美國艦隊基地，由美國海軍少將卡爾·拉蒂（Carl Lahti）指揮。CNFJ/CNRJ 的責任範圍從堪察加半島南端延伸至台灣北端、新加坡行動區和迪亞哥加西亞，但不包括朝鮮半島。
CNFJ/CNRJ向美國太平洋艦隊司令報告作戰事宜，向海軍設施司令部司令報告行政和設施事宜。